# Dolomedes minahassae
Dolomedes minahassae là một loài nhện trong họ Pisauridae.
Loài này thuộc chi Dolomedes. Dolomedes minahassae được Anna Maria Sibylla Merian miêu tả năm 1911.